# ゴマ (コンゴ民主共和国)
ゴマ (Goma) は、コンゴ民主共和国の東部にある都市で、北キヴ州の州都である。キヴ湖の北岸にあり、東には国境を挟んでルワンダのギセニと接する。大地溝帯の西リフトバレーにあり、活火山のニーラゴンゴ山の火口の南約13から18kmに位置する。人口は約200万人（2025年推定）。
宗主国のベルギーによる植民地支配時代からルワンダ系移民及び難民が流入し、ルワンダ紛争以降は第一次コンゴ戦争及び第二次コンゴ戦争の発端となり、キヴ紛争の主要な係争地となっている。

## ルワンダ紛争
ルワンダ紛争に伴い、フツ系政権はギセニに暫定政府を置いた。1994年7月、ルワンダ愛国戦線が全土を制圧すると7月13日から14日の間に毎時1万から1万2千人の難民がゴマにも押し寄せ、大湖地方の難民危機 (Great Lakes refugee crisis) の現場の1つとなった。避難所、水、食料が不足する人道危機となってコレラも蔓延した。国際連合難民高等弁務官事務所がこれに対応し、ゴマには自衛隊も派遣された（自衛隊ルワンダ難民救援派遣#難民救援隊の活動）。

## 歴史

### 第一次コンゴ戦争
ルワンダ難民はフツ系が多く、それ以前からのツチ系難民やバニャムレンゲと呼ばれるコンゴ在住のツチ系と対立した。旧政権関係者はルワンダ解放軍 (ALiR) として反ルワンダ政府活動を続けた。1997年モブツ・セセ・セコはバニャムレンゲの蜂起によりウガンダ及びルワンダの支援するコンゴ・ザイール解放民主勢力連合 (ADFL) により追放された。

### 第二次コンゴ戦争
ADFLを率いたローラン・カビラが大統領に就任すると、バニャムレンゲの排除を始め、1998年バニャムレンゲはコンゴ民主連合 (RCD) を結成して再度蜂起した。コンゴ民主連合は分裂しルワンダの支援する勢力はゴマ派を形成した。ルワンダ勢は東部一帯を支配下に置いて、金、ダイヤモンド、コルタンなどを略奪した。
旧ルワンダ軍勢力はルワンダ解放民主軍 (FDLR) としてこれに対抗した。

### キヴ紛争
2003年に和平合意が成立したが、コンゴ民主連合などの反政府勢力はFDLRの討伐などを名目として活動を続けた。
2007年9月には、ルツルを拠点とするローラン・ンクンダ率いる人民防衛国民会議(CNDP) の8千強の軍勢がゴマ北西の町マシシを襲った。国際連合コンゴ民主共和国安定化ミッションのヘリが政府軍兵士をゴマ国際空港を経由してマシシに輸送した。
2008年10月27日、ローラン・ンクンダの率いる人民防衛国民会議 (CNDP) の軍勢がゴマに迫り、20万人の住民が避難した。

### 3月23日運動（M23）による占拠

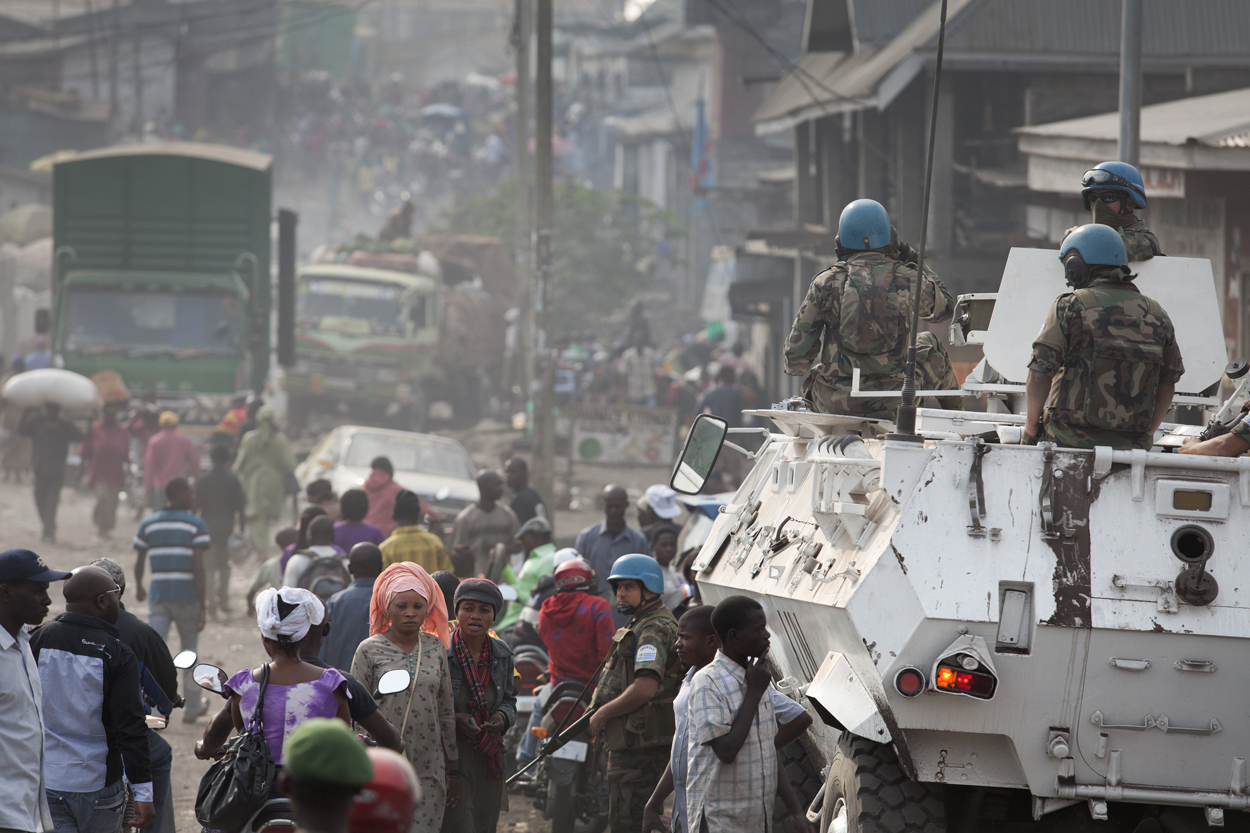
市内をパトロールするMONUSCOの兵士（2012年）

2012年11月20日から同月30日にかけて、ルワンダとウガンダの支援を受けた反体制武装勢力3月23日運動（略称M23）が市内を占拠し、略奪が生じた。
その後、M23は勢力を一時的に失ったが、2020年代に入ると復活。再び、ゴマの制圧に向けて動き出した。2025年1月23日、国際連合は平和維持活動に従事していた南アフリカ共和国、マラウイ、ウルグアイの兵士13人が死亡したことを受けて、要員をゴマからキンシャサへ退避させた。1月27日、M23はゴマの制圧を宣言した。戦闘によって市内では2月5日時点で約3千人が死亡したほか、2月5日に刑務所で暴動が発生し女性受刑者150人が強姦・殺害された。ゴマがM23に制圧されたことで、1月31日より州都機能は一時的にベニに移転した。

## ゴマ周辺の火山

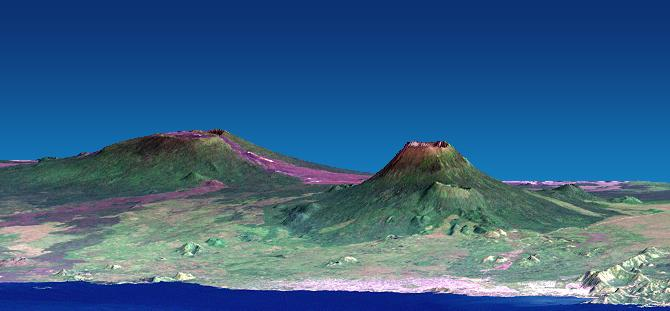
衛星画像から作成されたCG。手前にゴマとギセニの市街、右がニーラゴンゴ山、左奥がニアムラギラ山

2002年1月ニーラゴンゴ山が幅200mから1km、厚さ2mに及ぶ溶岩流を伴って噴火した。溶岩流のうち2つが市街に達し、1つがゴマ国際空港の滑走路をかすめてキヴ湖畔に及んだ。研究者たちが観測していたため、ゴマの市民の大半は警報されギセニに避難した。溶岩により市街の40%、4,500戸以上が全壊し、ガスによる犠牲者もあった。溶岩は衛星画像でも容易に確認でき、ゴマより北の森や山岳はマウンテンゴリラやカバの生息地で知られ、ヴィルンガ国立公園に指定されている。

## ガス災害の危険性
キヴ湖は、アフリカで知られている大量の溶性ガスが深層に閉じ込められている3つの湖の1つで有名な例はニオス湖に見られる。キヴ湖ではニオス湖の2千倍の二酸化炭素とメタンが溶解していると見られ、2002年1月のニーラゴンゴ山の噴火に伴い溶岩がゴマ市街から湖畔に及び湖水爆発によるガス災害の危険性があり、200万人に被害が及ぶ恐れがあった。

## 地理

### 気候
ケッペンの気候区分では、サバナ気候に区分される。赤道付近であるが、標高約1500mと高地に位置する都市のため冷涼な気候である。
乾季は6月～8月の間で、若干降水量が減少する。乾季の間も特に高温にならず、年間を通して最高気温は25℃前後である。
| ゴマの気候                                        | ゴマの気候  | ゴマの気候  | ゴマの気候  | ゴマの気候  | ゴマの気候  | ゴマの気候  | ゴマの気候  | ゴマの気候  | ゴマの気候  | ゴマの気候  | ゴマの気候  | ゴマの気候  | ゴマの気候    |
| 月                                                | 1月         | 2月         | 3月         | 4月         | 5月         | 6月         | 7月         | 8月         | 9月         | 10月        | 11月        | 12月        | 年            |
| ------------------------------------------------- | ----------- | ----------- | ----------- | ----------- | ----------- | ----------- | ----------- | ----------- | ----------- | ----------- | ----------- | ----------- | ------------- |
| 平均最高気温 °C （°F）                            | 25.6 (78.1) | 25.7 (78.3) | 25.7 (78.3) | 25.4 (77.7) | 25.3 (77.5) | 25.3 (77.5) | 25.2 (77.4) | 25.8 (78.4) | 25.9 (78.6) | 25.7 (78.3) | 25.3 (77.5) | 25.4 (77.7) | 25.52 (77.94) |
| 日平均気温 °C （°F）                              | 20 (68)     | 20.1 (68.2) | 20.1 (68.2) | 20 (68)     | 19.9 (67.8) | 19.4 (66.9) | 19.7 (67.5) | 19.8 (67.6) | 19.8 (67.6) | 19.9 (67.8) | 19.7 (67.5) | 19.9 (67.8) | 19.86 (67.74) |
| 平均最低気温 °C （°F）                            | 14.4 (57.9) | 14.6 (58.3) | 14.6 (58.3) | 14.7 (58.5) | 14.6 (58.3) | 13.6 (56.5) | 13.1 (55.6) | 13.9 (57)   | 14 (57)     | 14.2 (57.6) | 14.1 (57.4) | 14.4 (57.9) | 14.18 (57.53) |
| 降水量 mm （inch）                                | 94 (3.7)    | 84 (3.31)   | 117 (4.61)  | 119 (4.69)  | 108 (4.25)  | 55 (2.17)   | 29 (1.14)   | 70 (2.76)   | 117 (4.61)  | 143 (5.63)  | 138 (5.43)  | 118 (4.65)  | 1,192 (46.95) |
| 平均降雨日数                                      | 16          | 16          | 19          | 22          | 18          | 8           | 6           | 8           | 15          | 20          | 22          | 19          | 189           |
| 平均日照時間                                      | 5           | 5           | 5           | 5           | 5           | 6           | 7           | 5           | 5           | 5           | 5           | 5           | 5.3           |
| 出典1：Climate-Data.org, altitude: 1531           |             |             |             |             |             |             |             |             |             |             |             |             |               |
| 出典2：Weather2Travel for rainy days and sunshine |             |             |             |             |             |             |             |             |             |             |             |             |               |

### 交通等
市街地北部にゴマ国際空港があり、キブ湖畔には計130メートル (430 ft)の4つの埠頭がある。国道2号 (Route nationale 2) は北キヴ州北東部ベニからゴマ、ブカヴを通りムブジマイに至る。

## 脚註
1. 1 2  “コンゴ主要都市で３０００人近く死亡、反体制派による制圧後　国連”. CNN. (2025年2月6日) 2025年3月4日閲覧。
2. ↑  “ルワンダ国際平和協力業務”.  内閣府国際平和協力事業本部. 2008年12月7日時点のオリジナルよりアーカイブ。2008年11月28日閲覧。
3. 1 2 3  "Fear of fresh conflict in Congo as renegade general turns guns on government forces." Chris McGreal, The Guardian, Monday September 3, 2007. Retrieved 3 September 2007.
4. ↑  “U.N. says recent Congo fighting uproots 200,000”. CNN. (2008年10月27日) 2008年10月28日閲覧。
5. ↑  “コンゴ民主共和国:反政府勢力「隣国国防相が指揮」国連報告書指摘”. 毎日新聞 (毎日新聞). (2012年11月23日) 2012年11月23日閲覧。[リンク切れ]
6. ↑  “コンゴ東部で戦闘激化 反政府勢力、主要都市へ進軍”.   AFP (2025年1月26日). 2025年1月26日閲覧。
7. ↑  “反政府勢力が攻勢　主要都市「制圧」宣言、混乱拡大―コンゴ東部”. 時事通信. (2025年1月27日) 2025年3月4日閲覧。
8. ↑  “コンゴ民主、紛争犠牲者2900人に　刑務所で女性160人が性被害”. 朝日新聞. (2025年2月6日) 2025年3月4日閲覧。
9. ↑  “Nord-Kivu : le gouverneur militaire Evariste Somo entre officiellement en fonction et s'installe à Beni”.   Actualite.co (2025年1月31日). 2025年3月4日閲覧。
10. ↑  Nyiragongo, Global Volcanism Program, スミソニアン研究所
11. ↑  「ニーラゴンゴ山の火山噴火」国際災害チャータ
12. ↑  "Cooperative Observations at Nyiragongo Volcano in D.R. of Congo". Earthquake Research Institute, University of Tokyo. Retrieved 3 September 2007.
13. ↑  "Killer Lakes". BBC Two, Thursday 4 April 2002. Summarised at www.bbc.co.uk.
14. ↑  “Goma Climate and Weather Averages, Congo-Kinshasa”.   Weather2Travel. 2013年11月4日閲覧。